# 申朝紀
申 朝紀 (仮名：シン チョウキ, 拼音：Shēn Zhāojì?) は、清初の漢人官吏。遼東出身、漢軍鑲藍旗人。
六部設置とともに刑部漢啓心郎に任命され、順治年間には布政使、都御史などを歴任した。

## 官位
天聡8年 (1634)
- 旧暦7月以前[注 1]：刑部漢啓心郎に選任。[2]

崇徳3年 (1638)
- 旧暦7月：八衙 (六部と理藩院と都察院) の官制更定に伴い刑部漢啓心郎に再任。[3]

順治元年 (1644)
- 旧暦7月：刑部啓心郎から河南布政使司参政に昇格、河北道分守を兼務｡[4]

順治2年 (1645) 
- 旧暦7月：河南河北道参政から江南布政使司右布政使に昇格｡[5]
- 旧暦10月：江南右布政使から都察院右副都御史に昇格。山西太原巡撫を兼務｡[6]

順治4年 (1647)
- 旧暦7月：山西巡撫から兵部右侍郎兼都察院右副都御史に昇格。宣大山西総督を兼務。[7]

## 略歴
順治元年 (1644)、河南河北道として懐慶 (現河南省焦作市一帯) に駐箚し、李自成率いる賊兵20,000の来襲を大砲で撃攘した。
順治4年 (1647) には管轄区内で立て続けに叛乱を平定。
- 陽城 (現山西省晋城市陽城県?) の王希堯、賈国昌らが邪教を唱えて起こした叛乱に対しては、中軍都司の白璧を派遣して冀南道の武延祚とともに出兵させ、王希堯、賈国昌らを悉く討伐した。
- 永寧不詳の銅柱寨に拠った汾州 (現山西省中部?) 兵営の兵卒・李本清、任自興らの叛乱に対しては、汾州に赴き、冀寧道の王昌齢らを出兵させ、李本清らを捕縛、要塞を焼き払った。[1]
- 寧郷県[1][注 2](現山西省呂梁市離石区?) の楊春暢らが大衆を煽動し、冷泉寨不詳に拠って[1]叛乱を起こすと、平陽不詳営の副将・范承宗らを派遣して討伐平定した。[8]

翌5年 (1648)、死歿。

## 脚註

### 註釈
1. ↑  参考：『太宗文皇帝實錄』巻21 (天聰8年12月24日段1733) に「刑部啓心郎申朝紀」、「以申朝紀原係部臣。仍令在刑部辦事」とある為、啓心郎に就任したのはこれ以前と考えられる。
2. ↑  参考：『世祖章皇帝實錄』巻32は「郷寧縣」とする。

### 典拠
1. 1 2 3 4 5  “申朝紀”. 清史稿. 240. 清史館
2. ↑  “天聰8年12月24日段1733”. 太宗文皇帝實錄. 21. -
3. ↑  “崇德3年7月25日段2348”. 太宗文皇帝實錄. 42. -
4. ↑  “順治1年7月19日段3342”. 世祖章皇帝實錄. 6. -
5. ↑  “順治2年7月22日段3675”. 世祖章皇帝實錄. 19. -
6. ↑  “順治2年10月28日段3749”. 世祖章皇帝實錄. 21. -
7. ↑  “順治4年7月14日段4196”. 世祖章皇帝實錄. 33. -
8. ↑  “順治4年6月16日段4173”. 世祖章皇帝實錄. 32. -
9. ↑  “順治5年3月11日段4371”. 世祖章皇帝實錄. 37. -

## 典拠

### 史書
- 馬佳･図海, 他『太宗文皇帝實錄』順治6年 (1649) 上梓, 1937年刊行 (漢) ＊中央研究院歴史語言研究所版
- 巴泰, 他『世祖章皇帝實錄』康熙11年 (1672) 上梓, 1937年刊行 (漢) ＊中央研究院歴史語言研究所版
- 趙爾巽, 他100余名『清史稿』清史館, 民国17年(1928) (漢) ＊中華書局版

### Web
- 「明實錄、朝鮮王朝実録、清實錄資料庫」中央研究院歴史語言研究所 (台湾)
- 「人名權威 人物傳記資料庫」中央研究院歴史語言研究所 (台湾)

## 関聯
- 啓心郎